# Luís Bettencourt de Medeiros e Câmara
Luís Bettencourt de Medeiros e Câmara (Ponta Delgada, 21 de fevereiro de 1873 — Ponta Delgada, 26 de junho de 1939), mais conhecido por Conselheiro Luís Bettencourt, foi um jurista, magistrado e político açoriano.

## Biografia
Entre outras funções, exerceu os cargos de procurador régio junto do Tribunal da Relação dos Açores, notário, administrador do concelho de Ponta Delgada e governador civil e presidente da Junta Geral do Distrito Autónomo de Ponta Delgada. Formado em Direito pela Universidade de Coimbra, desenvolveu uma diversificada carreira na cidade de Ponta Delgada, aliando cargos políticos e administrativos à sua acção como magistrado.
Monárquico e conservador, manteve-se fiel às suas convicções durante a I República. Foi um dos principais vultos do 2º Movimento Autonomista Açoriano, estando ligado ao Partido Regionalista, fundado em 1918. Exerceu então a presidência da Junta Geral, cargo que exerceu durante cerca de seis anos. Colaborou na redacção do Decreto de 16 de Fevereiro de 1928 que reformulou o regime autonómico instituído pelo Decreto de 2 de Março de 1895. Manifestou a sua desilusão com as políticas da Ditadura Militar, que logo a seguir coarctou as principais prerrogativas do Decreto de 16 de Fevereiro de 1928, por decisão do Ministro das Finanças, António de Oliveira Salazar. Crítico inicialmente do rumo apontado pela Ditadura Militar, que conduziria ao Estado Novo, sobretudo no respeitante às autonomias distritais, no entanto, com o tempo, acabaria por alinhar com o regime. Foi inclusivamente militante da União Nacional. Manteve-se sempre monárquico, sendo o líder da Causa Monárquica na Ilha de São Miguel.
O Conselheiro Luís Bettencourt é homenageado na toponímia da cidade de Ponta Delgada na designação da Rua Conselheiro Dr. Luís Bettencourt de Medeiros e Câmara dada à rua em que viveu. O nome foi atribuído àquela artéria por deliberação camarária de 16 de Agosto de 1939. Por ocasião das comemorações do centenário do seu nascimento, em 1973, foi descerrado naquela rua um seu busto, junto ao Palácio da Justiça, frente à casa onde viveu, da autoria de Álvaro Raposo de França.